# Emmy Thornam
Emmy Marie Caroline Thornam (født 10. marts 1852 i Horsens, død 7. januar 1935 i København) var en dansk maler og forfatter. Hun var datter af overlærer Ludvig Thornam (1819 – 79) og Anine Charlotte Frederikke Norup (1824 – 95), søster til maleren Ludovica Thornam (1853 - 96) og kusine til maleren Marie Thornam.

## Uddannelse
Med forældrenes støtte modtog Emmy Thornam en kunstnerisk uddannelse sammen med søsteren Ludovica. Hun modtog tegneundervisning på Horsens Tekniske skole og blev sidenhen undervist på Vilhelm Kyhn's tegneskole for Kvinder i 1873-75. Hun undervist i blomstermaling af maleren Oluf August Hermansen og senere af maleren Pierre Bourgogne i Paris. I Paris studerede hun derudover på den private kunstskole Académie Julian og hos maleren Louis Hector Leroux.

## Karriere
Thornam begyndte karrieren som landskabsmaler, men valgte at specialisere sig som blomstermaler. Hun udstillede sine blomstermalerier hvert år på Charlottenborg Forårsudstilling fra 1882 og frem til sin død i 1935.
Thornam var også forfatter, og har udgivet følgende bøger.
- Den gamle klokker og andre små fortællinger (1922)
- Erindringer fra Syden (1927)
- Min søster og jeg (1932)

| - Værker af Emmy Thornam - En engelsk bulldog, 1892 - Gammel Brønd (udateret) - Gammel stentrappe i Orvieto (udateret) - Siv ved en søbred (udateret) - En skovsø (udateret) - Gadebod med grøntsager (udateret) - Sommerblomster (udateret) |